# Entraunes
Entraunes  es una población y comuna francesa, en la región de Provenza-Alpes-Costa Azul, departamento de Alpes Marítimos, en el distrito de Niza y cantón de Guillaumes. Está ubicada en el extremo sureste del país a solo 20 kilómetros de la frontero con Italia.

## Demografía
| 141 | 103 | 122 | 121 | 127 | 125 |
| Para los censos de 1962 a 1999 la población legal corresponde a la población sin duplicidades (Fuente: INSEE [Consultar]) |     |     |     |     |     |